# Selección de shinty de Escocia
La Selección de shinty de Escocia es el equipo seleccionado para representar a Escocia y el deporte del shinty en las reglas compuestas anuales Serie internacional Shinty-Hurling contra la selección de hurling de Irlanda. El equipo es seleccionado por la Camanachd Association.
Además del equipo senior masculino actualmente dirigido por el entrenador Ronald Ross, un equipo masculino sub-21 y un equipo femenino también compiten cada año contra equipos irlandeses equivalentes.

## Exjugadores destacados
- John Barr
- Gary Innes
- Stuart MacKintosh
- Niall MacPhee
- Finlay MacRae
- Ronald Ross
- Eddie Tembo
- Hector Whitelaw